# Комиш лісовий
Комиш лісовий (Scírpus sylvaticus) — вид рослин родини осокові.

## Будова
Багаторічна рослина з укороченим кореневищем. Тригранні стебла досягають 30-120 см. Вони порожні всередині, тому видають характерний шурхіт, коли через їхні зарості проходить людина, або при вітрі. Листя широколінійні, шорсткі по краях до 2 см ширини, складене у вигляді букви М на поперечному зрізі, що збільшує їх міцність на згин. Суцвіття — волоть сильно гіллясте, 10-20 см довжини з великою кількістю колосків 3-4 см довжини, що зібрані на кінцях гілочок по 3-5. Плодоносить тригранними горішками 1-1,2 мм довжиною.

## Поширення та середовище існування
Зростає на вологих пасовищах, на берегах водойм.

## Практичне використання
Висушені та розмелені кореневища вживали як домішку до пшеничного чи житнього борошна. Збирають їх пізно восени або напровесні, коли вони мають 10-15 % цукрів та понад 50 % крохмалю.
Комиш використовують для плетіння господарських сумок, корзин, циновок, килимків.

## Галерея

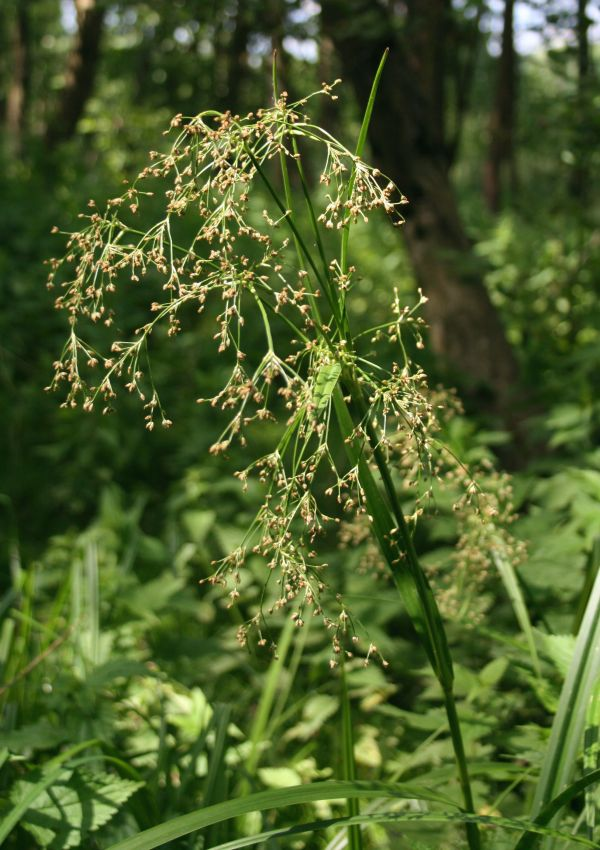
Комиш лісовий в Австрії
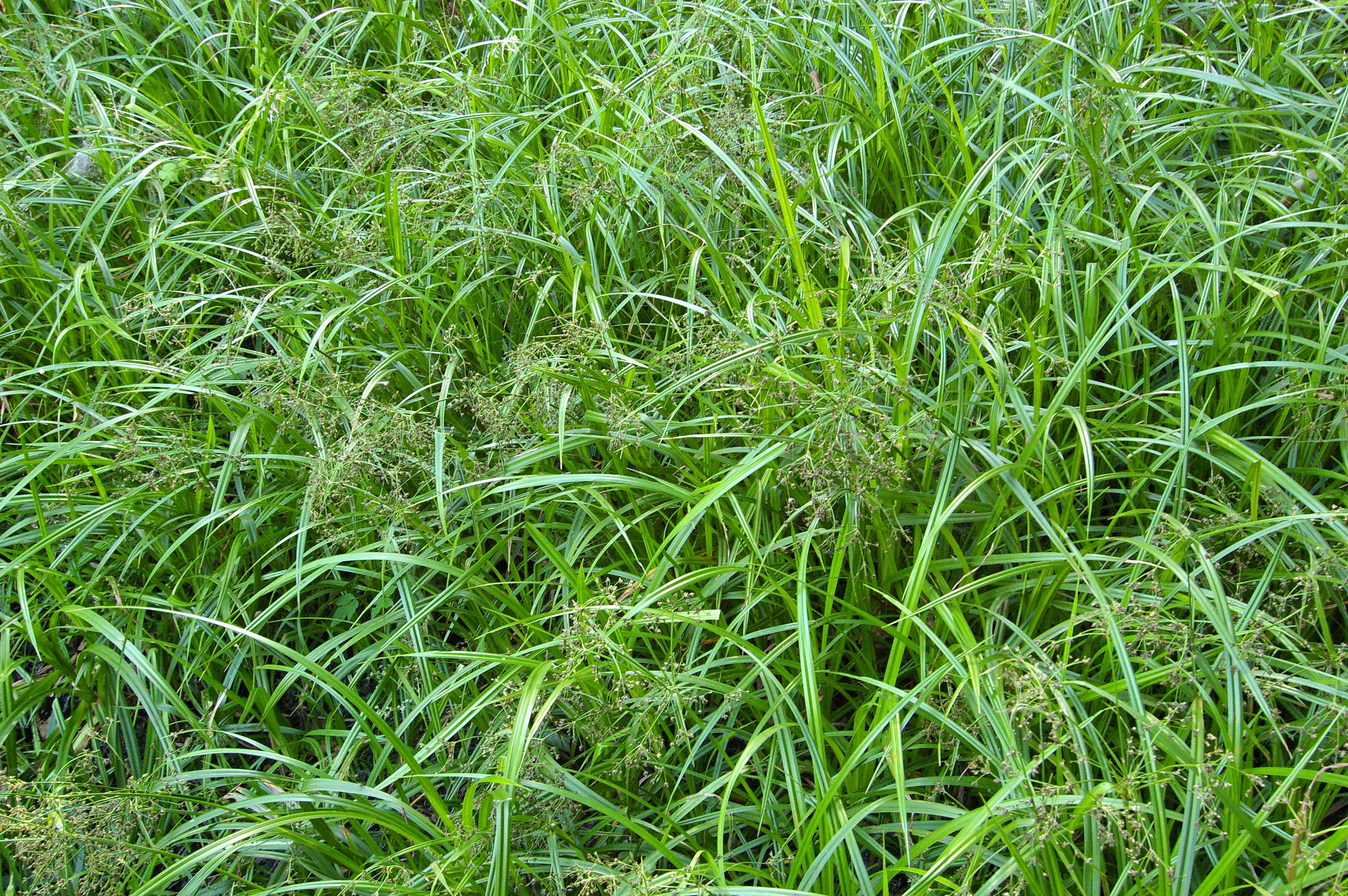
Зарості комишу
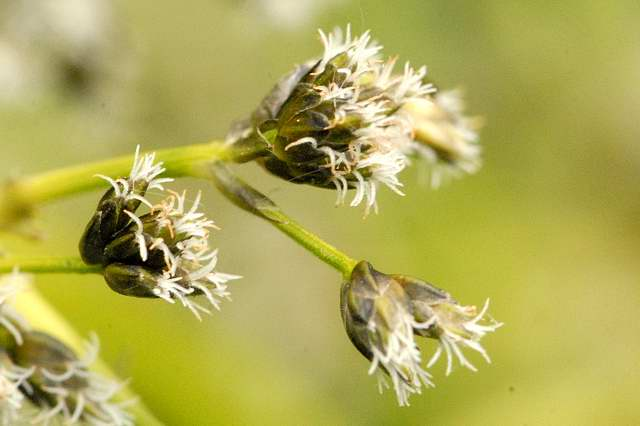
Квіти